# Potamyia trilobata
Potamyia trilobata är en nattsländeart som beskrevs av Georg Ulmer 1932. Potamyia trilobata ingår i släktet Potamyia och familjen ryssjenattsländor. Inga underarter finns listade i Catalogue of Life.